# Synagoga w Opatowie
Synagoga w Opatowie – synagoga znajdująca się w Opatowie między ulicami Szeroką i Starowałową, niedaleko rynku.

## Historia
Synagoga została zbudowana w XVII w. Podczas II wojny światowej hitlerowcy doszczętnie zdewastowali synagogę. Po zakończeniu wojny budynek synagogi przebudowano na magazyn, przez co stracił cechy architektury synagogalnej.
Do lat 50. XX w. stały jeszcze mury sali głównej pozbawione dachu i sklepienia oraz pózniejszych przybudówek, po czym ruiny zostały rozebrane.

## Architektura
Murowany z kamienia łamanego budynek synagogi wzniesiono na planie prostokąta. Od strony zachodniej i południowej otaczają go przybudówki, w których pierwotnie mieścił się babiniec. Wewnątrz znajdowała się jednoprzestrzenna główna sala modlitewna, przykryta sklepieniem kolebkowym z lunetami. Na ścianie wschodniej znajdował się bogato zdobiony aron ha-kodesz, który ujmowały kolumny oraz wieńczyła uskrzydlona korona. Okna na wysokości piętra posiadały półkoliste zakończenie. W ścianach bocznych po trzy, w szczytowych po dwa, na każdej z nich na środku niewielki oculus.
Był to klasyczny przykład typowej jednoprzestrzennej bóżnicy, jakie wznoszone były współcześnie m.in. w: Szydłowie, Tarnopolu, Satanowie.

## Synagoga na obrazach Mayera Kirshenblatta
Mayer Kirshenblatt, malarz pochodzący z Opatowa przedstawił synagogę na kilku swoich obrazach – jeden poświęcił całkowicie synagodze z zewnątrz, dwa poświęcił wnętrzu, a na trzech innych jest ona widoczna z opatowskiego rynku. Dzięki tym dziełom jest możliwe częściowe odtworzenie wyglądu wnętrza.
Na obrazie przedstawiającym nabożeństwo w synagodze widać, że do aron ha-kodesz prowadziły schodki, a sama szafa była zasłonięta czerwonym parochetem z wyhaftowaną na środku złotą gwiazdą Dawida. Przed arką znajdowały się miejsca dla chóru. Na środku stała drewniana, dwuwejściowa bima. Pomiędzy oknami babińca znajdowała się polichromia przedstawiająca 12 plemion Izraela, a na innych znaki zodiaku, grób Racheli i inne.